# Bogasovói repülőtér
A Bogasevói repülőtér (IATA: TOF, ICAO: UNTT) (orosz nyelven: Аэропорт "Богашёво") nemzetközi repülőtér Oroszországban, amely Tomszk közelében található. Éves utasforgalma 615 568 fő (2018).

## Futópályák
A repülőtér futópályái:
- 02L/20R

## Forgalom
Az utasforgalom az elmúlt években az alábbi módon változott:
| Utasok száma | 386 501 | 426 328 | 468  | 537 253 | 510 974 | 617 717 | 615 568 | 732 754 | 340 463 | 486 965 |
|              | 2011    | 2012    | 2013 | 2014    | 2015    | 2017    | 2018    | 2019    | 2020    | 2021    |

## Légitársaságok és úticélok
| Légitársaság      | Célállomások                                                        |
| ----------------- | ------------------------------------------------------------------- |
| Aeroflot          | Krasnoyarsk–Yemelyanovo, Moscow–Sheremetyevo                        |
| Alrosa            | Szezonális: Anapa, Simferopol, Sochi                                |
| Azur Air          | Szezonális charter: Antalya, Nha Trang (Cam Ranh), Phuket           |
| NordStar          | Krasnoyarsk–Yemelyanovo, Kyzyl, Surgut                              |
| Nordwind Airlines | Moscow–Sheremetyevo (begins 25 October 2020) Szezonális: Simferopol |
| Pegas Fly         | Szezonális: Simferopol                                              |
| Royal Fight       | Szezonális charter: Krabi, Pattaya–U-Tapao                          |
| RusLine           | Yekaterinburg                                                       |
| S7 Airlines       | Moszkva–Domogyedovo, Novosibirsk, St. Petersburg                    |
| SiLA              | Abakan, Barnaul, Kargasok, Kedrovy, Novokuznetsk, Novy Vasyugan     |
| Turukhan Airlines | Strezhevoy                                                          |
| Ural Airlines     | Moszkva–Domogyedovo, St. Petersburg                                 |
| UVT Aero          | Kazan                                                               |